# Friedenskirche (Merzig)

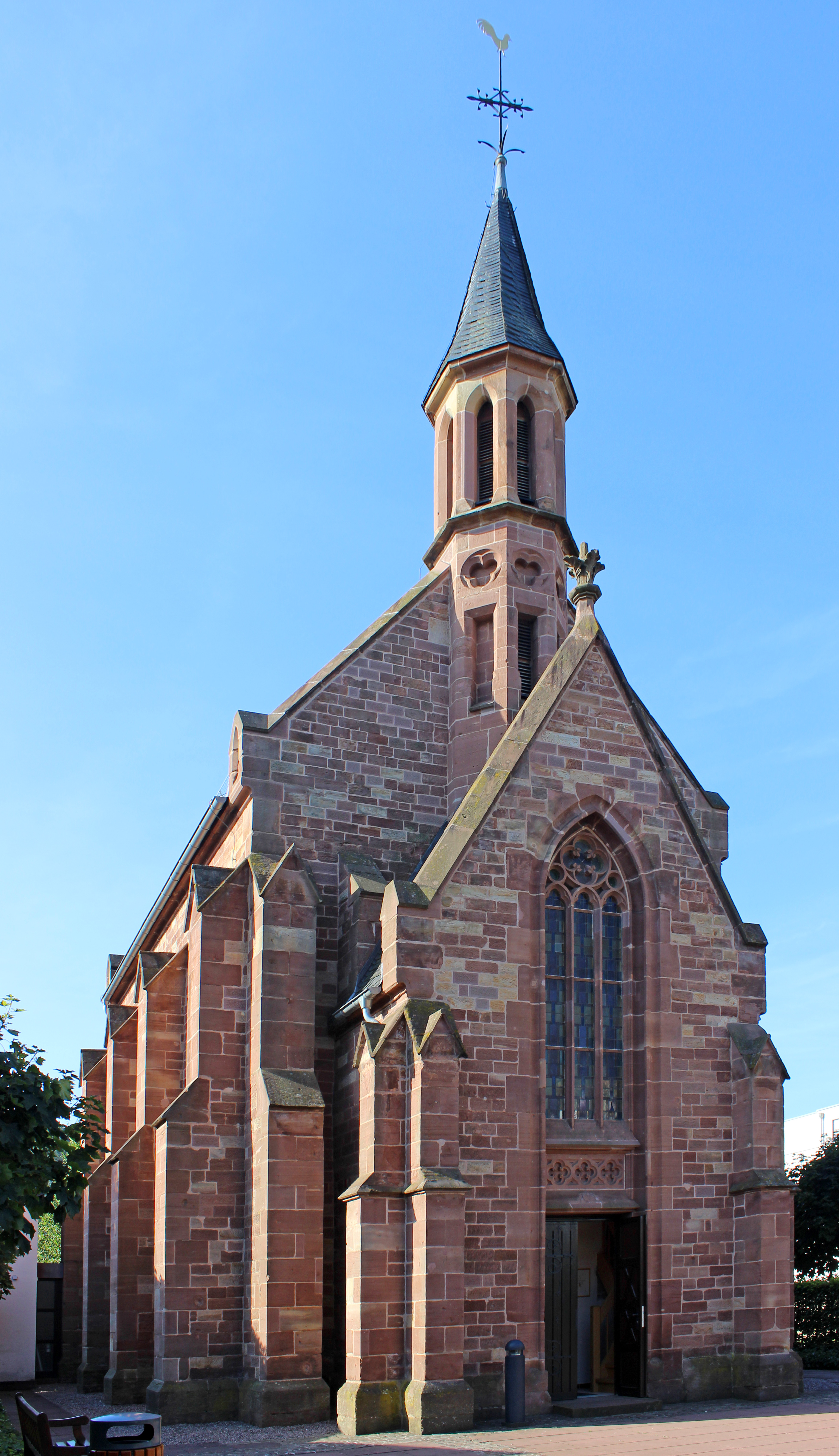
Die evangelische Friedenskirche in Merzig

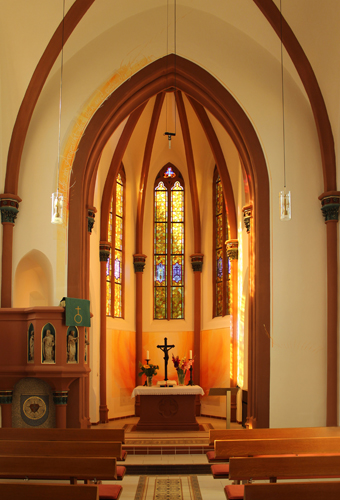
Blick ins Innere der Kirche

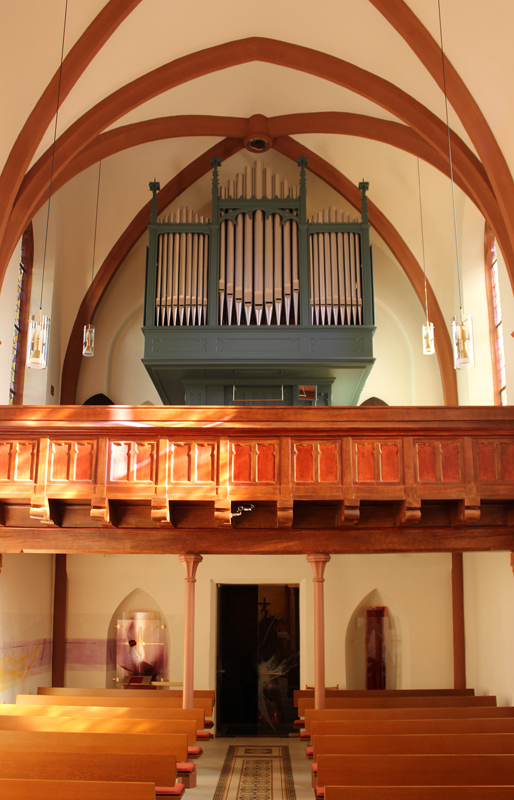
Blick zur Empore mit der Walcker-Orgel

Die Friedenskirche im saarländischen Merzig ist eine Kirche der Evangelischen Kirchengemeinde Merzig im Kirchenkreis Saar-West der Evangelischen Kirche im Rheinland. In der Denkmalliste des Saarlandes ist die Kirche als Einzeldenkmal aufgeführt.

## Geschichte
Als die evangelische Gemeinde Merzig im Jahr 1851 in der Diaspora der preußischen Rheinprovinz gegründet wurde, umfasste ihr Gebiet eine Fläche von rund 1000 Quadratkilometern, in dem aber nur etwa 200 evangelische Einwohner lebten. Es handelte sich hierbei meistens um preußische Verwaltungsbeamte mit ihren Familien. Die evangelischen Gottesdienste fanden zunächst im Saal des Merziger Gerichtsgebäudes statt, ehe ein königliches Gnadengeschenk sowie Spenden des Gustav-Adolf-Vereins die Errichtung einer Kirche ermöglichten.
Am 28. Juli 1863 erfolgte die Grundsteinlegung für den Kirchenneubau. Architekt Carl Friedrich Müller (Saarlouis) zeichnete für die Baupläne verantwortlich. Die Einweihung der fertiggestellten Kirche konnte am 9. November 1865 vorgenommen werden.
Im Jahr 1888 wurde eine Gasheizung in die Kirche eingebaut. Bei Restaurierungsmaßnahmen im Jahr 1924 wurde auf der Westquerempore eine Orgel aufgestellt.
Während des Zweiten Weltkrieges erlitt die Kirche erhebliche Beschädigungen, die zwischen 1948 und 1958 behoben wurden.
Im Rahmen einer Außensanierung durch das Architekturbüro Mönke & Wandel (Saarbrücken), die in den Jahren 1963 bis 1964 stattfand, wurden die Fialen auf den Strebepfeilern entfernt. Ein massiver Wasserrohrbruch führte 1975 dazu, dass die Kirche mehr als zwei Jahre nicht benutzt wurde. Eine umfangreiche Renovierung im Jahr 1977 unter der Leitung des Architekten Kurt Desloch (Schwalbach) diente der Innenraummodernisierung. Außerdem wurden im Glockenstuhl zwei neue Bronzeglocken aufgehängt. Die Orgel war unbrauchbar geworden und wurde durch eine elektronische Orgel ersetzt. Im darauffolgenden Jahr wurde auch der Außenbau einer erneuten Renovierung unterzogen.
1984 weihte man die neue Pfeifenorgel des Luxemburger Orgelbauers Herbert Schmidt ein.
Eine größere Baumaßnahme wurde im Jahr 1995 durchgeführt, als die Kirche durch einen Sakristeianbau nach Plänen des Architekturbüros Weinand, Plegnière und Ahr (Merzig) erweitert wurde.
In den Jahren 2006/07 fanden Sanierungsarbeiten im Außenbereich statt.
Zuletzt erfolgte im Sommer 2014 durch den Künstler Eberhard Münch (Wiesbaden) und seine Frau eine Neugestaltung des Innenraums. Die Kirche wurde so zur „Friedenskirche Merzig“. Bis dahin war der Chorraum beherrscht von Mosaiken mit den Namen der im Zweiten Weltkrieg gefallenen Soldaten. Dies wurde im neuen Konzept aufgelöst. Die Erinnerung an die Opfer des Krieges erfolgt nun auf der Rückseite der Kirche. Dort wurde in bisher nicht genutzten Nischen eine Glasstele aus er Hand Münchs aufgestellt, die das „in memoriam“ der Mosaike aufnimmt. Davor wurde ein Gedenkbuch installiert, das die Namen und zum Teil auch die Schicksale der Gefallenen wiedergibt und auch erstmals die zivilen Opfer erwähnt. In der Nische auf der vom Altar aus gesehen rechten Rückseite wurde eine Glasstele mit den Zehn Geboten und einem Zitat aus den Seligpreisungen aufgenommen.
Die Orgel von Herbert Schmidt von 1984 wurde 2017 von der Firma Hugo Mayer aus Heusweiler um ein Prinzipal erweitert.

## Architektur und Ausstattung
Bei der evangelischen Kirche in Merzig handelt es sich um eine aus Sandstein errichtete neugotische Hallenkirche. Sie besteht aus einem dreijochigen Langhaus mit eingezogenem 5/8-Chorschluss an der Ostseite. Im Westen weist das Kirchengebäude eine eingezogene Vorhalle mit abgesenkter Firstlinie auf. Auf dem Westgiebel sitzt ein kleiner achteckiger Turm mit Spitzhelm. Ursprünglich waren die Ecken des Kirchenschiffes und einige Strebepfeiler, die die Jochteilung verdeutlichen, durch insgesamt zehn Fialtürmchen betont, die aber in den 1960er Jahren im Rahmen einer Außensanierung entfernt wurden. An den beiden geraden Chorsegmenten auf der Ostseite der Kirche tritt ein basilikaler Ausbau auf, der als Besonderheit angesehen werden kann.
Zur Ausstattung der Kirche gehören ein Kruzifix und ein Leuchter, die die Gemeinde als Geschenke von Königin Augusta von Preußen erhielt. Die Lutherrose an der Kanzel stammt von der Firma Villeroy & Boch; die vier Evangelisten-Skulpturen an der Kanzel sollen in der Terrakotta-Fabrik von Fellenberg in Merzig gefertigt worden sein.
In zwei Nischen im hinteren Teil der Kirche wurde von Eberhard Münch geschaffene Glasstelen aufgestellt. Auf der vom Altar aus linken Seite wurde mit der Stele „In memoriam“ der Rahmen für ein Gedenkbuch für die Opfer der Kriege geschaffen, auf der rechten wurden diverse zentrale Bibelworte dargestellt: Die zehn Gebote in Hebräischen Buchstaben, „Du sollst deinen Nächsten lieben wie dich selbst“ und „selig sind die Friedfertigen“.

## Orgel
Als die Kirche im Jahr 1865 eingeweiht wurde, stand der Gemeinde nur ein Harmonium zur Verfügung. Erst im Jahr 1924 konnte die erste Orgel angeschafft werden, die auf der Empore Aufstellung fand.
Die heutige Orgel wurde im Jahr 1992 von der Firma Walcker (Kleinblittersdorf-Bliesransbach) erbaut. Das auf der Empore aufgestellte Schleifladen-Instrument verfügt über 14 (16) Register, verteilt auf 2 Manuale und Pedal. Die Spiel- und Registertraktur ist mechanisch. Die Stimmtonhöhe beträgt 440 Hz. Die Disposition lautet wie folgt:
| I Hauptwerk C–g3 |           |       |
| 1.               | Prinzipal | 8′    |
| 2.               | Rohrflöte | 8′    |
| 3.               | Oktave    | 4′    |
| 4.               | Doublette | 2′    |
| 5.               | Mixtur 4f | 1 ⁄3′ |
| 6.               | Trompete  | 8′    |

| II Schwellwerk C–g3 |            |       |
| 7.                  | Gedackt    | 8′    |
| 8.                  | Salicional | 8′    |
| 9.                  | Flöte      | 4′    |
| 10.                 | Prinzipal  | 2′    |
| 11.                 | Quinte     | 1 ⁄3′ |
| 12.                 | Oboe       | 8′    |
|                     | Tremulant  |       |

| Pedal C–f1 |             |                         |
| 13.        | Subbass     | 16′                     |
|            | Oktavbass   | 8′ (Tr. I Prinzipal 8′) |
| 14.        | Gedacktbass | 8′                      |
|            | Trompete    | 8′ (Tr. I Trompete 8′)  |

- Koppeln: II/I, I/P, II/P als Tritte